# Frank Watson Dyson
Frank Watson Dyson, född 8 januari 1868 i Measham nära Ashby-de-la-Zouch, Leicestershire, död 25 maj 1939 till havs nära Kapstaden, var en brittisk astronom.
Dyson blev 1894 förste assistent vid observatoriet i Greenwich, 1907 professor, Astronomer Royal for Scotland och direktor för observatoriet i Edinburgh samt 1910 Astronomer Royal och direktor för observatoriet i Greenwich. Han blev Fellow of the Royal Society 1901 och Fellow of the Royal Society of Edinburgh 1906 samt tilldelades Royal Medal 1921, Brucemedaljen 1922 och Royal Astronomical Societys guldmedalj 1925. Dyson offentliggjorde åtskilliga avhandlingar både inom den teoretiska och praktiska astronomin samt astrofysiken och utgav som "Astronomer Royal" Greenwichobservatoriets publikationer.
Asteroiden 1241 Dysona är uppkallad efter honom.